# E-SIDE 2
《E-SIDE 2》是日本雙人音樂組合YOASOBI的第二張英語迷你專輯，於2022年11月18日由日本索尼音樂娛樂發行。本專輯收錄YOASOBI於2022年11月3日起陸續推出的八首英語單曲，依順序分別是〈The Swallow〉、〈The Blessing〉，以及隨專輯一同推出的〈If I Could Draw Life〉、〈Romance〉、〈Halzion〉、〈Just a Little Step〉、〈Haruka〉以及〈Love Letter〉。本次的英語改編橫跨《THE BOOK》及《THE BOOK 2》，同時也是團隊出道以來第四張迷你專輯。

## 背景
2021年10月29日，YOASOBI發布了〈群青〉的英文版〈Blue〉，並推出了第一張英語EP《E-SIDE》。
由於作曲者Ayase、主唱ikura相繼確診COVID-19，本張專輯成為了YOASOBI推出的第四張專輯，也成為第一張跨越《THE BOOK》系列的英語專輯。
作為YOASOBI的第2張數位發行專輯，在前作發布後推出的〈The Swallow〉和第二張實體發行單曲〈祝福〉作為B面曲收錄的同曲的英語版〈The Blessing〉這兩首之外，也收錄了《THE BOOK》、《THE BOOK 2》中尚未改編成英語的歌曲，包含改編自〈若能描繪生命〉的〈If I Could Draw Life〉、〈大正浪漫〉的〈Romance〉、〈春紫菀〉的〈Halzion〉、〈再一點就好〉的〈Just a Little Step〉、〈遙〉的〈Haruka〉以及〈情書〉的〈Love Letter〉，共計8首英語單曲。
第16支數位發行單曲〈隨波逐流〉亦在同日推出。
11月16日，官方頻道發布《E-SIDE 2》的「交錯試聽版」(Cross-Fade)。
專輯全碟於2022年11月18日開放在Spotify、Apple Music、YouTube Music等平台串流或下載。

## 收錄曲目
| 《E-SIDE 2》 | 《E-SIDE 2》         | 《E-SIDE 2》 |
| 曲序         | 曲目                 | 时长         |
| ------------ | -------------------- | ------------ |
| 1.           | The Blessing         | 3:13         |
| 2.           | If I Could Draw Life | 3:22         |
| 3.           | Romance              | 2:48         |
| 4.           | The Swallow          | 3:37         |
| 5.           | Halzion              | 3:18         |
| 6.           | Just a Little Step   | 3:39         |
| 7.           | Haruka               | 4:02         |
| 8.           | Love Letter          | 3:31         |
| 总时长：     | 总时长：             | 27:30        |